# 刘同 (作家)
刘同（1981年2月27日—），出生于湖南郴州，毕业于湖南师范大学中文系，中国当代作家，光线影业副总裁。2013年出版的励志小说《谁的青春不迷茫》在中国大陆销量超过200万册，并获得了第八届中国作家富豪榜“年度最佳励志书”，2014年出版《你的孤独，虽败犹荣》持续热销，同年，刘同跻身中国作家富豪榜第四。央视两会新闻观察“年度国民阅读四大好书”。其“谁的青春不迷茫”系列作品被评价为“影响了85后、90后甚至00后”，被誉为是当下“最懂年轻人的作家”。2016年4月22日，由刘同的同名作品改编的电影《谁的青春不迷茫》上映。
2014年出版《你的孤独，虽败犹荣》获央视两会观察新闻节目中，《你的孤独，虽败犹荣》《之江新语》《狼图腾》《活着》成为2014年度国民阅读四大图书之一。2016年《向着光亮那方》上市，2017年出版小说《我在未来等你》，入选第十二届中国作家榜位列第五。2018年出版《别做那只迷途的候鸟》荣获当当新书非虚构类十大好书、当当第五届影响力作家榜小说作家榜第一名。 由其小说改编并担任联合出品人和监制的同名电视剧《我在未来等你》入选广电总局2019年度优秀网络视听优秀作品，获2020上海国际电影电视节互联网影视峰会年度十佳网络剧。曾应新华社“新青年”栏目邀请，接受新华社新青年代表人物专访。2022 年出版《想为你的深夜放一束烟火》，2024年出版《等一切风平浪静》数月荣登中国出版商报全国文学艺术类图书销售榜冠军。

## 生平
- 2001-2004年进入湖南电视台工作参与全国联播电台节目《城市日记》嘉宾主持，并以嘉宾身份参与接受央视、浙江卫视、旅游卫视等各大媒体访谈[5]。

- 2011年10月，任光线传媒资讯事业部副总裁[6]。

- 2014年10月，担任光线影业副总裁，任大陆电影《亲爱的》、《同桌的你》制片人[7]。

## 主要作品
- 《五十米深蓝》
- 《这么说你就被灭了》
- 《离爱》
- 《离爱2：你是我生命中的恒星》
- 《职场急诊室——谁没一点病》
- 《谁的青春不迷茫》
- 《你的孤独，虽败犹荣》
- 《向着光亮那方》
- 《我在未来等你》
- 《别做那只迷途的候鸟》
- 《一个人就一个人》
- 《想為你的深夜放一束煙火》